# Huevo de Pascua (virtual)

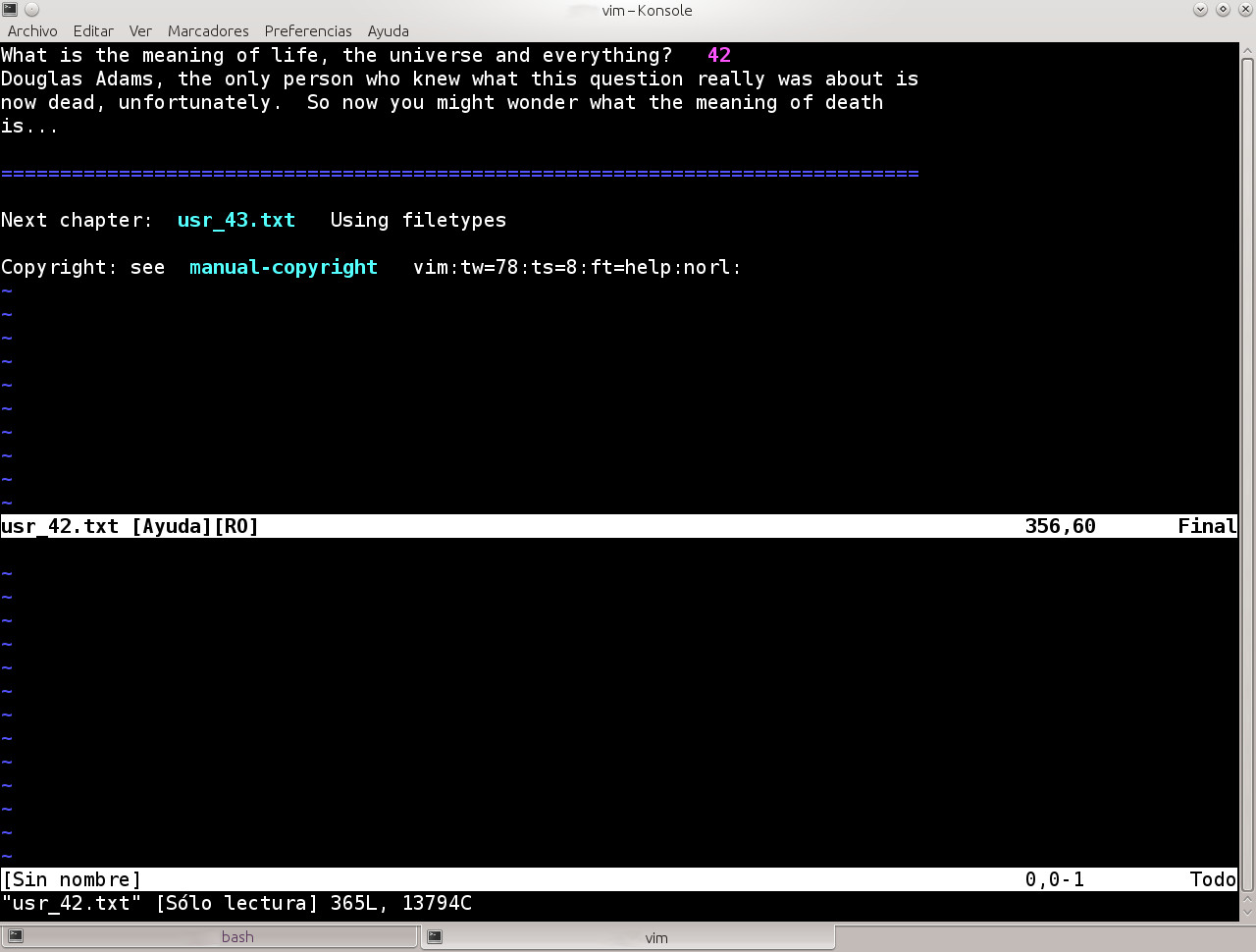
Huevo de Pascua en el editor de texto vim.

Un huevo de Pascua o huevo pascual (en inglés Easter egg) es un mensaje o capacidad oculta contenido en películas, series de televisión, discos compactos, DVD, Blu-ray, programas informáticos o videojuegos.
Entre los programadores, parece haber una motivación en dejar una marca personal, casi un toque artístico sobre un producto intelectual, el cual es por naturaleza estándar y funcional.
Actualmente, los huevos de Pascua tratan de entretener, buscar nuevos trabajos potenciales, pagar tributo a los ejecutivos o divertir a los programadores.

## Origen
El origen del término se encuentra en el videojuego de Atari Adventure de 1979, que contenía el primer huevo de Pascua virtual que se conoce, introducido por el programador Warren Robinett.
En aquel tiempo Atari no incluía los nombres de los programadores en los créditos del juego, por temor a que los competidores trataran de robarles sus empleados. Robinett estaba en desacuerdo con su supervisor sobre esta falta de reconocimiento y programó el mensaje «Creado por Warren Robinett» (Created by Warren Robinett) para que apareciera cuando el jugador movía su avatar sobre un pixel específico, llamado punto gris, durante una cierta parte del juego y entrando en una habitación secreta mediante una elaborada secuencia de pasos. Robinett lo pensó como una maniobra de autopromoción.
Atari vendió un millón de unidades del juego a 25 USD cada uno. Robinett se enfadó con Atari porque tenía un salario de 22 000 USD al año, ningún bonus y no se le hacía llegar el correo de los jugadores.
Cuando Robinett abandonó Atari, no informó a la compañía del reconocimiento que había incluido en el juego. Poco después el punto gris y su mensaje fue descubierto por Adam Clayton, un jugador de 15 años de Salt Lake City, que mandó una carta a Atari el 4 de agosto de 1980. La dirección de Atari inicialmente quiso retirar el mensaje y lanzar el juego otra vez, pero resultaba demasiado costoso. En su lugar, Steve Wright, director de desarrollo de software de la división de consumo de Atari, sugirió que se mantuviera el mensaje y que se potenciara su inclusión en juegos futuros. Los llamó huevos de Pascua porque no estaban documentados y los encontraban los jugadores.

En la película Ready Player One de Steven Spielberg el protagonista debe jugar el juego Adventure de Atari y descubrir su huevo de Pascua.
Mientras lo está jugando, Parzival dice:

‘You see, Warren Robinett was proud of Adventure. That’s why he created the first digital Easter egg!‘
‘Mira, Warren Robinett estaba orgulloso de Adventure. Por eso creó el primer huevo de Pascua digital.’
Parzival en «Ready Player One».

## En videojuegos
El primer juego de aventuras en texto Colossal Cave Adventure (1976), del que Adventure derivó, incluyó varias palabras secretas. Una de ellas era "xyzzy", un comando que permitía al jugador moverse entre dos puntos del juego.
En 2004 se encontró un huevo de Pascua que mostraba el apellido del programador Bradley Reid-Selth en el videojuego Video Whizball (1978), un juego para el sistema Fairchild Channel F.
Según la investigación de Ed Fries, el primer huevo de Pascua conocido en un juego arcade de monedas estaba en Starship 1 (1977), programado por Ron Milner. Pulsando los controles en un orden determinado, el jugador obtenía en la pantalla el mensaje «¡Hola, Ron!» y diez partidas gratis.
Había que introducir una moneda mientras se mantenían pulsados los botones «phasor» y «start». Entonces, se soltaban esos botones y rápidamente se movía la palanca «slow».
Fries lo describe como el primer juego arcade conocido que se ajusta a la definición de huevo de Pascua. La existencia de este huevo de Pascua no se publicó hasta 2017, lo que llevó a Fries a sugerir que los más de cien juegos arcade que preceden a Starship 1 podrían contener huevos de Pascua no descubiertos.
Desde Adventure hay una larga historia de desarrolladores de videojuegos colocando huevos de Pascua en sus juegos.
: 19 
La mayoría de los huevos de Pascua son intencionados, un intento de comunicarse con el jugador o una forma de tomarse la revancha por desaires de la dirección de la empresa. Los huevos de Pascua en los videojuegos han tomado una variedad de formas, desde las pantallas puramente ornamentales hasta las mejoras estéticas que cambian algún elemento del juego durante la partida. El huevo de Pascua incluido en Age of Empires (1997) es un ejemplo de lo último: los proyectiles de la catapulta se cambian de piedras a vacas.
: 19 
Los huevos de Pascua más elaborados incluyen niveles secretos y habitaciones de desarrolladores, que son áreas secretas del juego totalmente funcionales.
Las habitaciones de desarrolladores frecuentemente incluyen bromas internas de los seguidores o del equipo de desarrollo y difieren de las habitaciones de depuración en que están destinadas a que el jugador las encuentre.
Algunos juegos llegan a incluir minijuegos ocultos como huevos de Pascua. En el juego Day of the Tentacle (1993) de LucasArts, se puede jugar el juego original Maniac Mansion (1987) en su versión completa usando un ordenador personal virtual en la habitación de un personaje.
Otros huevos de Pascua se originaron no intencionadamente. El código Konami se originó en el juego Gradius (1985) de Konami para Nintendo Entertainment System. El programador Kazuhisa Hashimoto creó un parte de código para ayudarle a depurar el juego dándole salud y fuerzas adicionales a su avatar para avanzar en el juego rápidamente. Esas partes de código normalmente se retiran del juego antes de su lanzamiento. En el caso de Gradius, Hashimoto se olvidó de retirarlo y el código fue descubierto por los jugadores. Su popularidad inspiró a Konami a reutilizar el código y mantenerlo como huevo de Pascua en sus juegos futuros.
Hay problemas técnicos que crean huevos de Pascua no intencionados. Jon Burton, fundador de Traveller's Tales, anunció que muchos de los huevos de Pascua aparentes en sus juegos para Mega Drive surgieron como resultado de trucos de programación para atajar algunas dificultades para conseguir la estricta certificación de Sega para sus juegos. La captura de excepciones durante la ejecución podía mantener usable el juego y pasar la certificación.
Por ejemplo, golpear el cartucho de Sonic 3D Blast (1996) mientras se introducía en la consola llevaría el juego hasta la pantalla secreta de selección de nivel, que según Burton explicó era la forma de manejar cualquier error de procesador sin identificar que lo llevaría al bloqueo, como cuando temporalmente se perdía la comunicación entre el cartucho y el microprocesador.

## Computación

### Software
En software los huevos de Pascua son respuestas secretas que se producen como resultado a una serie de comandos no documentados. Los resultados varían entre un mensaje o imagen hasta una página de créditos a programadores o un video oculto dentro de un programa.
Muchos ordenadores personales tienen huevos de Pascua ocultos en la memoria de solo lectura, que incluyen listas de desarrolladores, exhortos políticos, trozos de música o imágenes del equipo de desarrollo.

#### DEC
En el sistema operativo TOPS-10 (1967) para el ordenador DEC PDP-10 el comando make se usa para llamar al editor de texto TECO y crear un fichero. Si el argumento para el nombre de fichero era love, el comando completo quedaba como make love (haz el amor). Esto producía una pausa y la respuesta not war? (¿no la guerra?) antes de crear el fichero.
Algunas versiones del sistema operativo DEC OpenVMS tienen códigos de estado de salida ocultos, incluyendo una referencia al sketch Dirty Hungarian Phrasebook de Monty Python : "exit %xb70" devuelve el mensaje "%SYSTEM-W-FISH, my hovercraft is full of eels" (%Sistema-con-pescado, mi hovercraft está lleno de anguilas), mientras que "exit %x34b4" devuelve una referencia a un antiguo meme: "%SYSTEM-F-GAMEOVER, All your base are belong to us" (%Sistema-F-juego-finalizado, Toda tu base nos pertenece).

#### Microsoft
La versión de Microsoft Office de 1997 incluía un simulador de vuelo dentro de Microsoft Excel y un juego de máquina de bolas (pinball) en Microsoft Word.
Los sistemas operativos Microsoft Windows anteriores a XP tienen el huevo de Pascua de volcán. En el salvapantallas de texto si se introduce «volcano» se muestran todos los nombres de volcanes en los Estados Unidos. Microsoft retiró este huevo de Pascua en XP, pero añadió otros.
Microsoft Excel 95 contenía un juego de acción oculto similar a Doom (1993) llamado The Hall of Tortured Souls.
Desde 2002 Microsoft no permite código oculto o no documentado como parte de su iniciativa de computación de confianza (trustworthy computing).

#### Linux

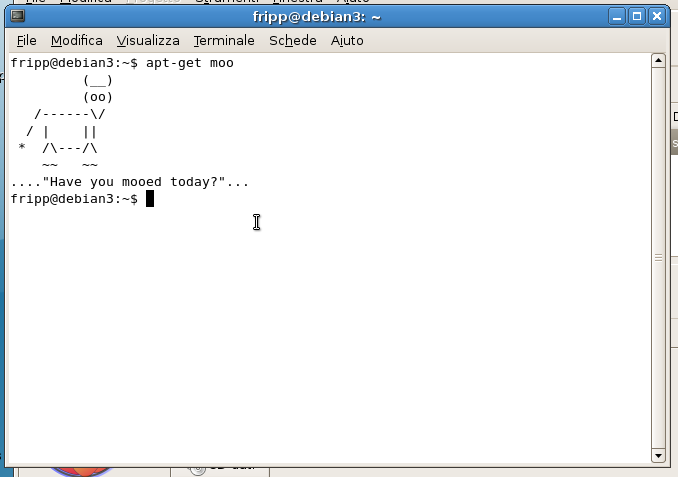
«Apt-get moo», huevo de Pascua presente en la aplicación Apt-get.

Dentro del sistema operativo Linux Debian la herramienta apt-get tiene un huevo de Pascua que dibuja una vaca con caracteres ASCII cuando se introduce en el terminal apt-get moo
En un terminal Linux la orden apt-get help produce un texto de ayuda que al final contiene la frase Este APT tiene poderes de Super Vaca.
En el editor de texto vim la orden :help 42 produce el texto «What is the meaning of life, the universe and everything?  42. Douglas Adams, the only person who knew what this question really was about is now dead, unfortunately. So now you might wonder what the meaning of death is... » («¿Cuál es el sentido de la vida, el universo y todo? 42. Douglas Adams, la única persona que sabía de qué iba esta pregunta, ahora está muerta, desafortunadamente. Así que ahora te podrías preguntar cuál es el sentido de la muerte...»).

#### Apple

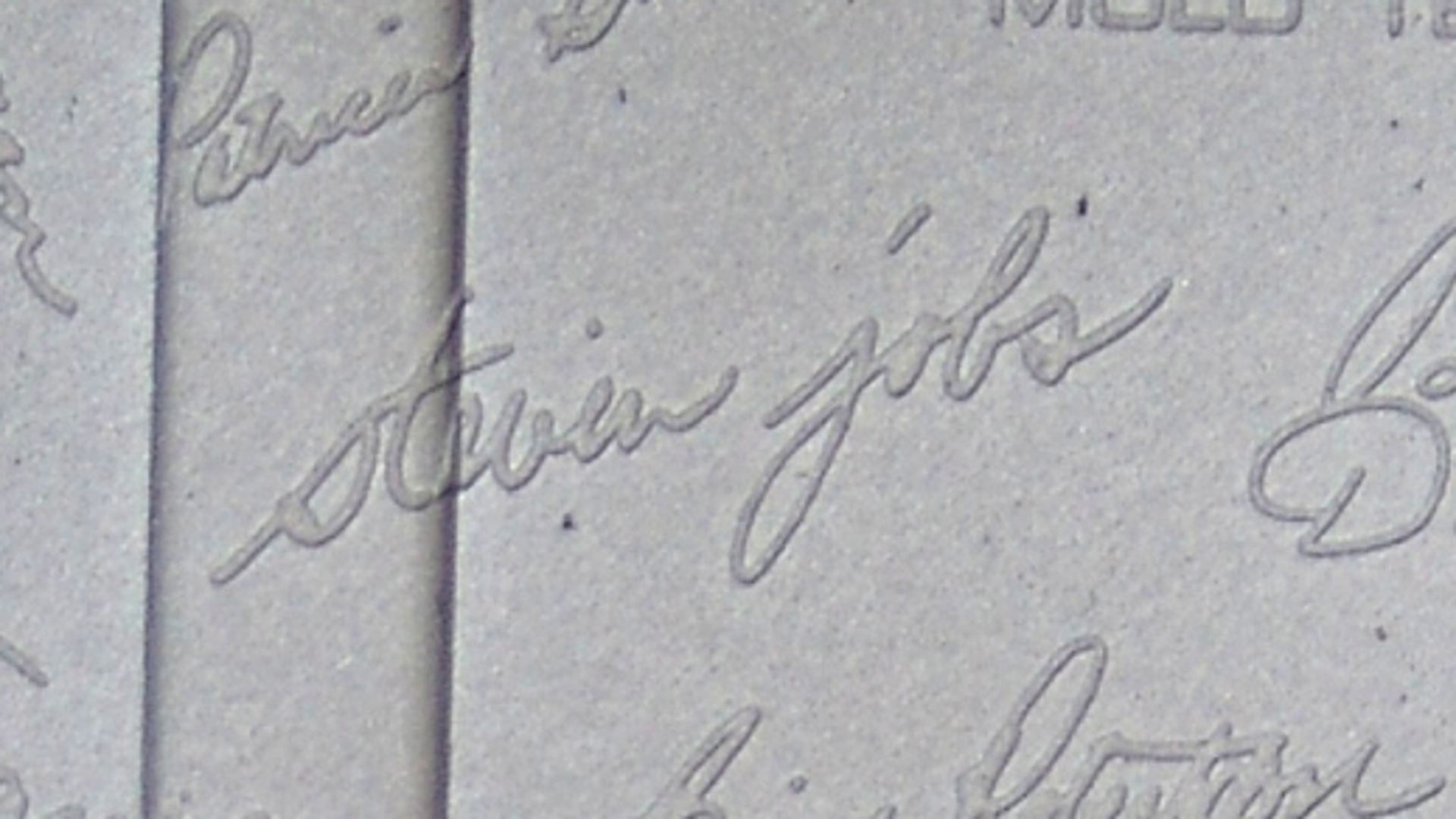
Firma de Steve Jobs y otros en la carcasa de un Macintosh de 1984.

En los comienzos de Apple Steve Jobs pedía a sus ingenieros que firmaran su trabajo como artistas. Cada programa incluido en el Macintosh tenía el menú «Acerca de» que mostraba claramente los créditos. Esto hizo que los usuarios conocieran a gente como Andy Hertzfeld, Bill Atkinson, Bruce Horn, Steve Capps o Susan Kare.
Jobs hizo firmar en el molde de la carcasa a todos los que participaron en el proyecto Macintosh, de modo que cuando se abre uno de los Macintosh originales se pueden ver todas esas firmas.
En el PowerMacintosh con System 7.5, si se escribe «secret about box» en el editor SimpleText, y se arrastra al escritorio, aparece una ventana que contiene una bandera con una iguana y el texto «iguana iguana powersurgius». La bandera ondea según la posición del cursor y al rato aparece una foto del equipo de desarrollo con los nombres de todos en una caja inferior.
Steve Jobs, tras su retorno a la compañía, prohibió los huevos de Pascua como una forma de evitar que otras compañías robaran a Apple los ingenieros con talento. En un tiempo en el que la empresa se hundía rápidamente dijo que no tenía sentido facilitar las cosas a la competencia.

Tras la muerte de Jobs el primer huevo de Pascua apareció en 2012 tras una actualización de la Mac App Store para OS X Mountain Lion, en la que las aplicaciones descargadas tenían temporalmente como fecha de descarga la de 24 de enero de 1984, la fecha de lanzamiento del Macintosh.

#### Google

Animación que muestra huevos de Pascua en el sistema operativo Android.

Dan Sandler, cuando trabajaba en el software Android, dijo que los huevos de Pascua ayudaban a establecer el software como una forma de arte, siguiendo los pasos de pintores, músicos y artesanos que introducían pequeñas bromas y referencias dentro de su trabajo desde hace siglos.
Para la versión Android P crearon una app secreta de dibujo en la que los trazos desaparecen al poco tiempo y la obra no se puede guardar.
En la división de Google Maps lanzaron el huevo de Pascua el 10 de marzo de 2018, «Día Internacional de Mario» (Mar10), en el que cambiaron el punto azul de posición por el coche de Mario Kart.
Los huevos de Pascua están incorporados en la cultura de Google y tienen un grupo de correo interno sobre huevos de Pascua (llamado Poultry). Crearon herramientas de software para incorporar fácilmente huevos de Pascua a los resultados de búsqueda.
El buscador de Google a veces da huevos de Pascua como respuesta a ciertas preguntas. Por ejemplo, Google Maps una vez respondió a la petición de indicaciones para ir de Japón a China diciendo que usara un jet-ski para atravesar el Océano Pacífico.
En Google Earth la combinación de teclas 
Ctrl
+
Alt
+
A

pone al usuario en un simulador de vuelo que le permite volar sobre la superficie de la Tierra.

#### WordPress
En el contrato de términos de servicio de WordPress hay un párrafo de renuncia de garantías que dice:

‘If you’re actually reading this, here’s a treat.‘
‘Si estás leyendo esto, aquí tienes un regalo.’

El enlace abre una fotografía de un bistec de carne y un tributo al restaurante de barbacoa Memphys Minnie de San Francisco.
Este huevo de Pascua se ha copiado a muchas empresas que utilizan las plantillas de WordPress y no han adaptado el contrato de términos de servicio.

### Hardware

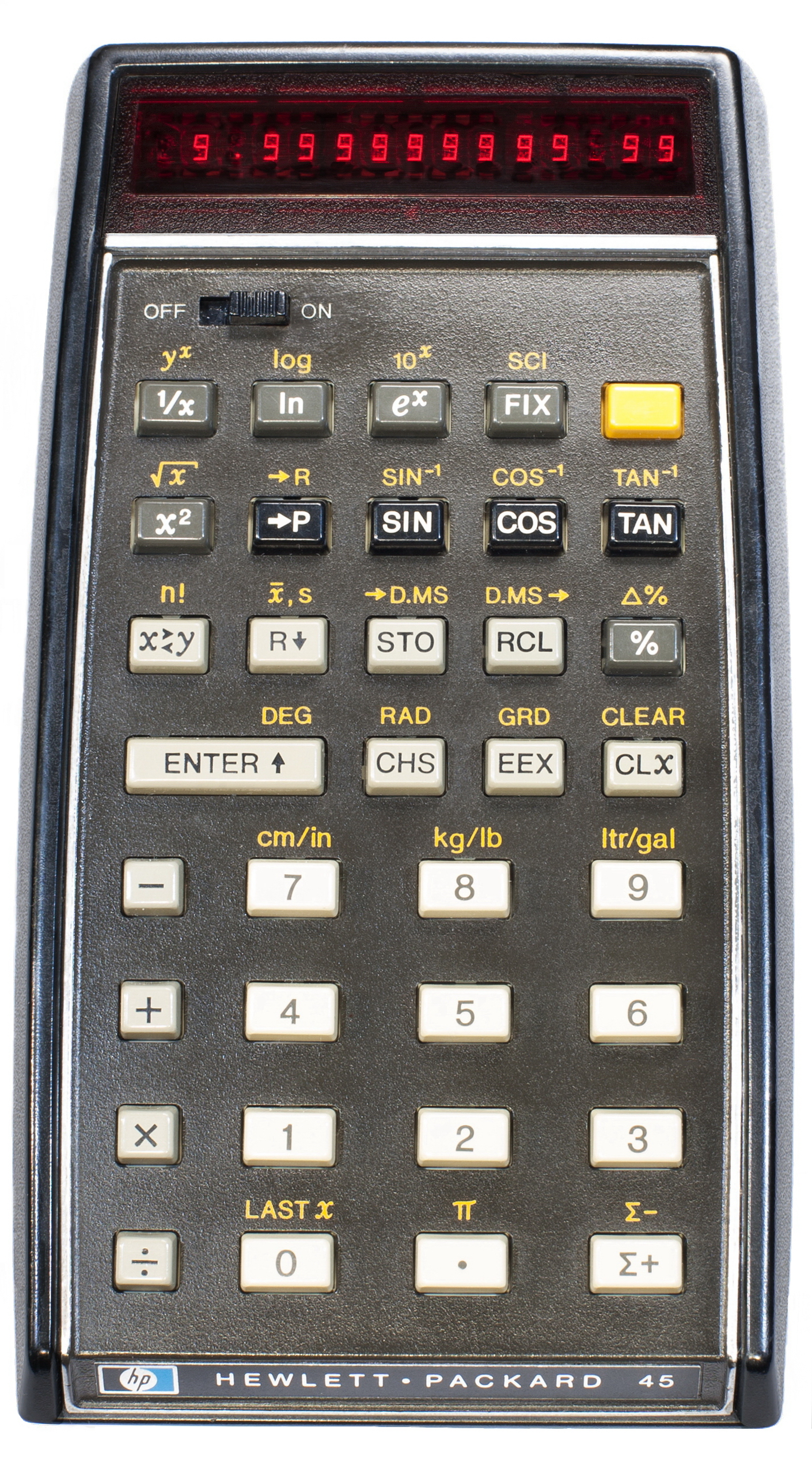
Hewlett-Packard HP-45

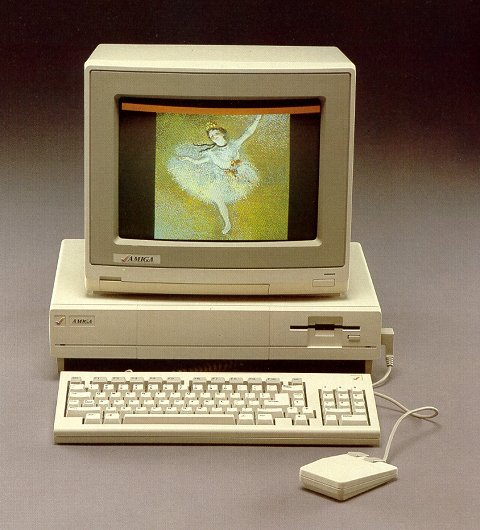
Commodore Amiga 1000

Los huevos de Pascua también pueden encontrarse en hardware o firmware de algunos aparatos como la BIOS ROM de algunos ordenadores personales.
El 13 de noviembre algunas AMI BIOS en lugar de arrancar se ponen a tocar en bucle la melodía de feliz cumpleaños hasta que se aprieta una tecla.
Los primeros Apple Macintosh tenían fotografías del equipo de desarrollo en la ROM. Estos huevos de Pascua fueron muy publicitados en la prensa de entonces.
En el Radio Shack Color Computer 3 si se presionan a la vez las teclas 
Ctrl
+
Alt
+
Reset
 muestra la foto de tres desarrolladores que está almacenada en la ROM.
Algunos osciloscopios contienen huevos de Pascua. El osciloscopio HP 54600B, contiene un clon del juego Tetris (1984),
El osciloscopio HP 54622D contiene un juego similar a Asteroids (1979) llamado Rocks.
El osciloscopio Tektronix 1755A Vector and Waveform Monitor muestra un pez nadando cuando en el menú de configuración se selecciona «Remote>Software version».
La calculadora Hewlett-Packard HP-45 (lanzada en 1973) contiene un cronómetro no documentado al que se accede mediante una secuencia de teclas.
El ordenador Commodore Amiga 1000 tiene dentro de la carcasa las firmas de los componentes de los equipos de diseño y desarrollo. Se incluye la firma de Jay Miner y la huella de su perro Mitchy.
Los ordenadores Commodore Amiga el sistema operativo Amiga OS contiene mensajes ocultos.

Muchos diseñadores de circuitos integrados (chips) incluyen elementos gráficos llamados «chip art», que incluyen imágenes, frases, iniciales de desarrolladores, logos y más. Este arte, como el resto del chip, se reproduce en cada copia por litografía y grabado. Solo se hace visible cuando se abre el chip y se examina con un microscopio.

Reproducción del mensaje en ruso en un microprocesador CVAX usado en los MicroVAX 3000 y 6200.

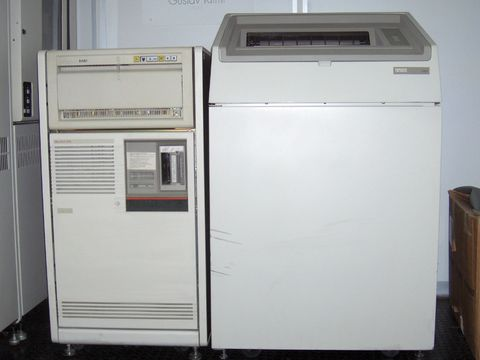
DEC Microvax 3600

A mediados de la década de 1980 en un laboratorio de Kombinat Mikroelektronik Erfurt del Ministerio de Interior de la antigua República Democrática Alemana (RDA) se descubrió un mensaje dentro de un microprocesador DEC cuando estaban analizando el chip. Estaba escrito en el nivel de metalización, que sirve para conectar los distintos componentes individuales en un circuito integrado. Como ese nivel no está arriba, el texto solo se podía encontrar cuando se retiraba capa a capa para entender la tecnología de fabricación mediante ingeniería inversa.
La foto original del texto está en algunos archivos de la Stasi (BStU, Ast. Erfurt, Abt. XVIII, Bd. 13, Bl. 70).
El microchip CVAX de la CPU MicroVAX contenía grabada la frase en alfabeto cirílico:

‘СВАКС… Когда вы забатите довольно воровать настоящий лучший.‘
‘VAX: Cuando te importa lo bastante como para robar lo mejor.’

Los ingenieros de DEC intentaron copiar el eslogan de las tarjetas Hallmark que decía:

‘When you care enough to send the very best.‘
‘Cuando te importa lo bastante como para mandar lo mejor.’

y lo cambiaron a:

‘VAX: When you care enough to steal the very best.‘
‘VAX: Cuando te importa lo bastante como para robar lo mejor.’

En 1983, una fuente de inteligencia comunicó a DEC que un ordenador VAX-11/780 que estaba operando en un complejo de misiles soviéticos SS-20 tenía escrita esa frase sobre la carcasa.
Sabiendo que algunos CVAX terminarían en la Unión Soviética, a pesar de la prohibición sobre su venta, DEC decidió incluir la frase para que los soviéticos supieran que estaban pensando en ellos cuando trataran de copiar el microprocesador con técnicas de ingeniería inversa.
La traducción al ruso es bastante mala y probablemente fue hecha palabra a palabra usando un diccionario.

## Tesla

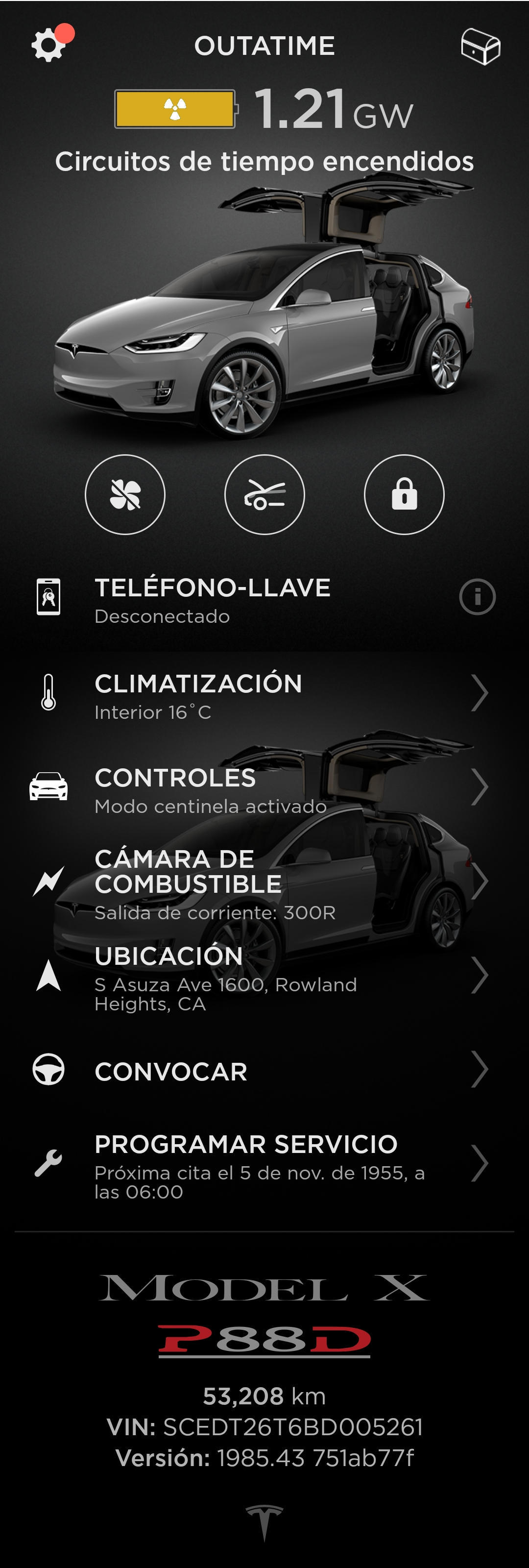
En el sitio oficial de Tesla, Inc. se haría una referencia al DeLorean usado en la película Back to the Future.

Tesla es una «empresa de software que fabrica ordenadores sobre ruedas». Desde sus inicios ha incluido huevos de Pascua y se han descubierto entre otros:
- Modo Romance: La pantalla muestra una hoguera, la calefacción se enciende y suenan canciones románticas.[43]

- Modo Santa Claus: El icono del coche se transforma en trineo, caen copos de nieve y el intermitente suena como una campanilla.

- Modo de Prueba de Emisiones: Suenan flatulencias en el punto determinado y a discreción.[44]

- Regreso al Futuro: Con la batería cargada para una autonomía de 121 km (o 121 millas), se abre la APP del teléfono y se toca en el icono de la batería, aparecen múltiples referencias a la película de 1985 Back to the Future.[45]

- Monty Python: Cambiando el nombre del coche a Patsy, Rabbit of Caerbannog, Mr. Creosote, Biggus Dickus o Unladen Swallow activará el pie de Cupido.[46]

- Guía del autoestopista galáctico: Si se intenta cambiar el nombre del coche a «42» este cambiará a «Life, the Universe, and Everything» (La vida, el universo y todo).

- Spinal Tap: El volumen de sonido sube hasta 11 como guiño a la película This is Spinal Tap (1984) dirigida por Rob Reiner. En la película falso documental un músico muestra su amplificador Marshall en el que todos los diales llegan hasta 11.[47]

- Ahoy-Hoy: Si se aprieta el icono de teléfono durante tres segundos el texto cambia a Ahoy-Hoy, que fue la frase propuesta por el inventor del teléfono, Alexander Graham Bell, para responder un teléfono.

- 1984: Los discos duros usados para el modo Centinela se pueden formatear en FAT32 o EXT4. Cuando el formato es EXT4 las grabaciones tendrán como propietario y grupo el «1984». Es un homenaje a la novela de ficción distópica 1984 escrita por George Orwell entre 1947 y 1948 y publicada el 8 de junio de 1949. La novela popularizó los conceptos del omnipresente y vigilante Gran Hermano.
- Marte: Tras la activación la pantalla muestra la superficie de Marte en lugar de la de la Tierra.

- Hecho en la Tierra: Los Tesla Roadster llevan escrito en un circuito impreso «Hecho en la Tierra por humanos» («Made on Earth by humans»).93 9495 El circuito impreso PCB lleva los fusibles de 150A en la línea de entrada de corriente. El número de pieza es ASSY 09-000226-01 REV.[48]

- S3XY: En el sitio web de Tesla y en sus presentaciones el orden en que se muestran los modelos no es el cronológico y según Elon Musk está hecho a propósito para que sus letras formen el acrónimo «S3XY» que visualmente se parece a «SEXY».

- Superbottle: Un sofisticado depósito para el sistema de refrigeración del Tesla Model 3 lleva impreso en relieve la palabra «SUPERBOTTLE» (Superbotella). También lleva impresa una caricatura de una botella con capa al estilo de los superhéroes. La caricatura tiene brazos y piernas musculados y lleva la T del logo de Tesla en el pecho.[49]

- Octovalve: El depósito del sistema de refrigeración del Tesla Model Y tiene impresa en relieve una caricatura de un pulpo con el símbolo estrellado de un copo de nieve (octovalve).[50][51][52][53]